# Čabranka
Die Čabranka ist ein nur 17,5 km langer linker Nebenfluss der Kupa. Sie bildet auf dem größten Teil ihres Laufs die Grenze zwischen Slowenien und Kroatien.

## Lauf
Die Čabranka entspringt in 546 m Höhe unterhalb des Hügels Obrh bei Čabar in der Gespanschaft Primorje-Gorski kotar in Kroatien unmittelbar an der Grenze zu Slowenien. Sie mündet auf 287 m Höhe bei Osilnica in die Kupa (slowenisch Kolpa).